# Paillet
Paillet – miejscowość i gmina we Francji, w regionie Nowa Akwitania, w departamencie Żyronda.
Według danych na rok 2018 gminę zamieszkiwały 1233 osoby, a gęstość zaludnienia wynosiła 497 osób/km² (wśród 2290 gmin Akwitanii Paillet plasuje się na 455. miejscu pod względem liczby ludności, natomiast pod względem powierzchni na miejscu 1553.).